# Deioneus
Deioneus is een geslacht van kreeftachtigen uit de klasse van de Malacostraca (hogere kreeftachtigen).

## Soort
- Deioneus sandizelli Dworschak, Anker & Abed-Navandi, 2000